# Макс Ейткен, 1-й барон Бівербрук
Вільям Максвелл Ейткен, 1-й барон Бівербрук (25 травня 1879 — 9 червня 1964) — британський державний та політичний діяч, фінансист, газетний магнат канадського походження.

## Життєпис
Народився в Канаді. Володів контрольним пакетом акцій «Дейлі експрес» у 1919 році, створив «Санді Експрес» в 1921 і купив лондонську газету «Івнінг стандард» у 1929 році. Бівербрук входив під час Першої світової війни в кабінет міністрів Ллойд Джорджа, під час Другої світової війни в кабінет міністрів Вінстона Черчилля. В інший час займався газетами, особливо «Дейлі експрес», брав участь в кампаніях за вільну працю і проти прем'єр-міністра Стенлі Болдвіна.
Входив до нечисленної групи близьких друзів Вінстона Черчілля, разом із Александром Корда, Бренданом Брейкеном, сером Генрі Стрекошем.